# Junkergirella
Junkergirella (Coris julis), även kallad regnbågsfisk, är en fisk i familjen läppfiskar (Labridae) som lever längs västra Europas och Västafrikas kuster. Fisken är hermafrodit som vanligtvis börjar som hona och blir hane med stigande ålder.
Den genetiska differensen mellan populationer i Atlanten och från Medelhavet österut är ganska stort.

## Utseende
Junkergirellan är en tämligen liten, slank fisk med en maxlängd på 18 cm för honor, 30 cm för hanar. Medellängden för hanar håller sig dock runt 20 cm. Fisken byter kön från hona till hane vid en längd av omkring 18 cm, och har delvis olika färgmönster beroende på kön. Honan har oftast en grön rygg, ett brett brunt sidoband med vita kanter, ett varmt gult fält under detta, och en gulgrön buk. Hanen har klarare färger; sidobandet är orange med blå kanter och främre delen av buken blågrön snarare än gulgrön. Främre delen av ryggfenan är dessutom högre än resten hos hanar.

## Vanor
Som tidigare nämnts är fisken hermafrodit, som fungerar som hona i början av sitt liv för att därefter övergå till att fungera som hane. För att byta kön behövs flera veckor till upp till 5,5 månader.
Arten lever vid klippor och rev, gärna med bandtång, på upptill 120 meters djup; ofta går den dock inte djupare än 60 m. Arten lever på räkor, sjögurkor, maskar, gråsuggor och märlkräftor. Unga exemplar äter parasiter som sitter på större fiskar. Individer som känner sig hotade gräver sig ner i sanden.

### Fortplantning
Junkergirellan blir könsmogen vid omkring 1 års ålder. Leken sker under sommaren i Biscayabukten och Medelhavet. Äggen och ynglen är pelagiska. Hannar etablerar ett revir med flera honor. Innan kan hannar bilda grupper med cirka 10 medlemmar.

## Utbredning
Arten finns i östra Atlanten från Öresund, Engelska Kanalen och Medelhavet till Gabon.  Populationerna norr om Spanien och söder om Kanarieöarna är inte sammanhängande. Junkergirella når fram till västra Svarta havet.

## Hot
Junkergirellan fiskas i några delar av Medelhavet som matfisk. Flera exemplar fångas och hölls som akvariedjur. Hela populationen bedöms som stor. Vid Senegal och söderut blir arten ersatt av Coris atlantica. Den exakta gränsen är inte känd. IUCN listar arten som livskraftig (LC).